# Karakuridôji Ultimo
Pour les articles homonymes, voir Ultimo (homonymie).
Karakuridôji Ultimo (機巧童子ＵＬＴＩＭＯ, Karakuri Dôji Ultimo) est un manga scénarisé par Stan Lee et dessiné par Hiroyuki Takei. Il est prépublié entre février 2009 et décembre 2011 dans le magazine Jump Square avant d'être transféré en février 2012 dans le magazine Jump SQ.19. Un total de douze tomes sont commercialisés. La version française est éditée par Kazé depuis le 28 octobre 2010.

## Histoire
L'histoire de Karakuridôji Ultimo se déroule 300 ans après celle de Jumbor, un autre manga écrit par Hiroyuki Takei.
Au XIIe siècle, le Dr Dunstan crée deux robots de puissances égales, l'un, Ultimo, représentant le bien absolu, l'autre, Vice, le mal absolu pour voir lequel des deux l'emportera sur l'autre. Il les libère contre un groupe de bandits, dont certains d'entre eux sont des personnages que l'on retrouve dans le présent, tels Yamato Agari et Masami Darumada.
De nos jours. Vice et Ultimo sont apparus sur Terre. Au terme d'un combat, ils sont tous deux mis hors service. Yamato trouve Ultimo, inconscient, dans une boutique en voulant acheter un cadeau d'anniversaire à Makoto Sayama. Ultimo se réveille et considère Yamato comme son maître. Yamato et son camarade René rentrent en bus, pendant qu'Ultimo les suit. Soudain, Vice apparaît en face du bus, qu'il coupe en deux. Ultimo et Vice, dont le maître est K combattent et s'anéantissent à nouveau. Yamato, K et les robots sont retrouvés par le policier Dahlman, qui les arrête. Entre-temps, Vice reprend connaissance et fuit avec son maître.
On découvrira plus tard qu'Ultimo et Vice ne sont en fait que les deux premières poupées créées par le Dr Dunstan, et aussi les plus fortes.

## Personnages
- Yamato Agari (東 大和, Agari Yamato?) : Au XIIe siècle, il est un bandit, tandis qu'au XXIe siècle, il est un étudiant. Il trouve Ultimo dans une boutique de Tokyo. Il est le héros du manga
- Ultimo (ウルティモ, Urutimo?) : Robot créé par le Dr Dunstan. Il symbolise le bien absolu. Il tente de préserver le monde des dommages causés par Vice. Pour cela, il peut transformer son corps[1]. Après son apparition, et le combat, il est retrouvé par un vieillard dans la montagne, puis mis en vente dans la boutique de ce dernier. Il reconnaît ensuite Yamato comme son maître.
- René Kodaira (小平 ルネ, Kodaira Rune?) : Ami et camarade de classe de Yamato
- Dr Roger Dunstan (ロジャー ダンスタン, Rojā Dansutan?) : Homme ayant vécu il y a 1000 ans. Il est le créateur de Vice et d'Ultimo
- Vice (バイス, Baisu?) : Robot créé par le Dr Dunstan. Il symbolise le mal absolu ; il est aussi destructeur que son nom le laisse entendre. Il semble pouvoir copier les armes de ses adversaires[2] et modifier son corps pour se transformer.
- Makoto Sayama (狭山 真琴, Sayama Makoto?) : Fille dont Yamato est amoureux depuis l'enfance. Ce dernier trouvera d'ailleurs Ultimo en recherchant un cadeau pour Makoto. Elle est également la fille de Dr Roger Dunstan.
- K : Le maître de Vice. Il était membre de la police S.K.A.T., mais lorsqu'il a trouvé Vice, il a démissionné, loué une chambre, et reposé sur Vice, qui lui volait de quoi vivre.
- Dahlman (ダールマン, Dāruman?) : Au XIIe siècle, il est un bandit, tandis qu'au XXIe siècle, il est policier cherchant à arrêter les deux robots.

## Manga
Le pilote de la série, intitulé Karakuri Dôji Ultimo:0 (機巧童子 ウルティモ: ゼロ), est publié dans l'édition spéciale du magazine Jump Square, le Jump Square II, le 18 avril 2008. La série a ensuite débuté le 4 février 2009 dans le magazine Jump Square. Le premier volume relié est publié le 3 juillet 2009. En février 2012, la série est transférée dans le magazine saisonnier Jump SQ.19,. Le dernier chapitre est publié le 17 octobre 2015 dans le magazine Jump SQ.Crown.
La version française est éditée par Kazé. La série est également licenciée en Amérique du Nord par Viz Media.